# Rensillkremla
Rensillkremla (Russula oreina) är en svampart som beskrevs av Singer 1938. Rensillkremla ingår i släktet kremlor och familjen kremlor och riskor.  Arten är reproducerande i Sverige. Inga underarter finns listade i Catalogue of Life.